# Otto Kellerhals (Direktor, 1870)

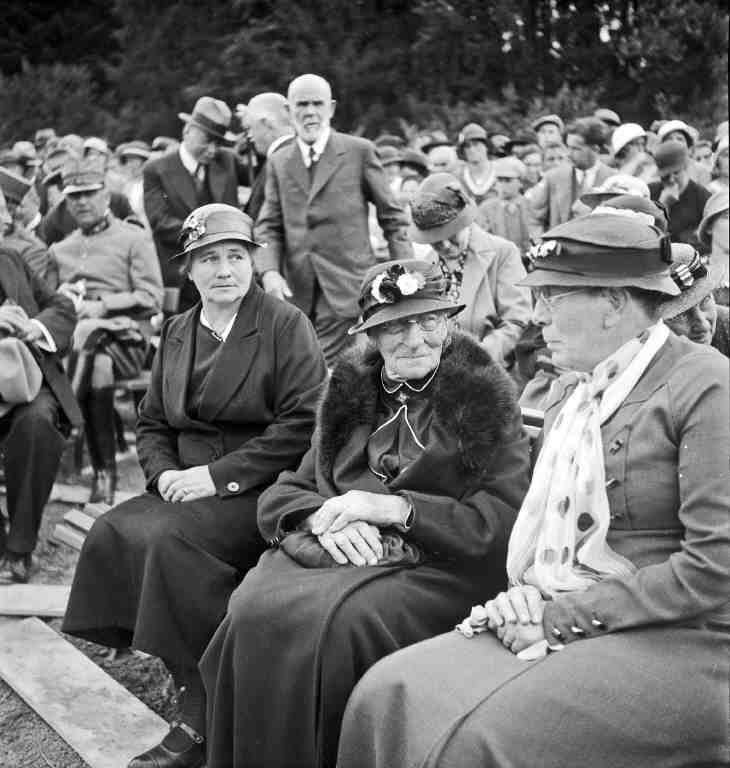
Einweihung des Gedenksteins für Karl Scheurer im September 1934. Von rechts nach links: Anna Kellerhals-Scheurer (Schwester von Karl Scheurer), Verena Scheurer-Grossenbacher (Mutter von Karl Scheurer), Martha Kellerhals-Leutwyler; im Hintergrund stehend: Otto Kellerhals

Johann Otto Kellerhals (* 20. Mai 1870 in Aarwangen; † 24. April 1945 in der Domäne Witzwil bei Ins) war ein Schweizer Justizvollzugsbeamter und gilt als Reformator des Schweizer Strafvollzugs.

## Leben

### Familie
Otto Kellerhals war der Sohn eines Landwirts, der nebenbei einen umfangreichen Holzhandel betrieb.
Er war mit Anna Kellerhals (* 1871; † 4. September 1966), Tochter des Regierungsrats Alfred Scheurer und Schwester von Bundesrat Karl Scheurer, verheiratet; gemeinsam hatten sie vier Söhne:
- Hans Kellerhals, Gefängnisdirektor;
- Otto Kellerhals, Direktor der Eidgenössischen Alkoholverwaltung;
- Rudolf Kellerhals, Fürsprecher und Präsident der Rekurskommission;
- Arnold Kellerhals, Verwaltungsdirektor.

Seine Ehefrau unterstützte ihn durch ihre Mitarbeit in den Anstalten Witzwil und redigierte dazu die Hauszeitschrift Unser Blatt, die auch von ehemaligen Strafgefangenen gerne gelesen wurde.

### Werdegang
Otto Kellerhals absolvierte 1886 ein Welschlandjahr und besuchte erst die Sekundarschule in Langenthal und dann die Primarschule in Aarwangen. Nach dem Schulbesuch erhielt er eine Ausbildung zum Landwirt an der 1860 gegründeten landwirtschaftlichen Schule Rütti und darauf an der landwirtschaftlichen Hochschule in Halle. Von Halle aus unternahm er grössere Exkursionen in die Moorgebiete Norddeutschlands.
Nachdem er 1891 zum landwirtschaftlichen Gehilfen in der Anstalt St. Johannsen (heute Justizvollzugsanstalt St. Johannsen) gewählt worden war,  erhielt er, auf Antrag von Regierungsrat Alfred Scheurer, im April 1893 die dortige Ernennung zum Adjunkt; der Direktor von St. Johannsen führte ihn darauf in den Strafvollzug ein. Bereits am 21. März 1891 siedelte er unter Aufsicht des Regierungsrats Joseph Stockmar (1851–1919) zusammen mit Sträflingen von St. Johann nach Witzwil im Grossen Moos über. Er war nach der Abtrennung von der Anstalt St. Johannsen von Mai 1895 an Verwalter, der 1899 bestätigt wurde, der nun selbständigen Witzwiler Anstalt, worauf er 1906 zum Direktor der Anstalt ernannt wurde. Er blieb in diesem Amt bis zu seiner Pensionierung 1937 und übergab dann das Amt des Direktors an seinen Sohn Hans Kellerhals, der ihm bereits seit vierzehn Jahren behilflich war. Bei der Übergabe an seinen Sohn am 1. Juli 1937 waren in der Strafanstalt, die zugleich der grösste schweizerische landwirtschaftliche Betrieb war, 80 Angestellte und ca. 500 Häftlinge gegenüber 20 Häftlingen und fünf Angestellten im Jahr 1891; der Inventarwert wurde in dieser Zeit von 55.000 Franken auf eine Million gesteigert, sodass die Strafanstalt sich nicht nur selbst erhielt, sondern auch dem Staat Gewinn einbrachte.
In der Schweizer Armee wurde er 1899 zum Oberleutnant in der Artillerie und jährlich zum Zivilkommissar für die Feldübungen des Feldarmeekorps 1 ernannt.
Während des Ersten Weltkriegs beherbergte die Anstalt auch französische, belgische, englische und russische Internierte.

### Berufliches Wirken
Otto Kellerhals begann sich mit Moorkulturen zu beschäftigen; hierzu stand ihm mit dem Gelände in Witzwil ein sehr grosses Übungsfeld zur Verfügung. Im Laufe der Zeit wurde er zum Pionier in der Bewirtschaftung des Moorbodens im Berner Seenland. In den ersten zehn Jahren drainierte, pflügte und düngte mit den Angestellten und zahlreichen Strafgefangenen jährlich rund 50 Hektar Boden; so wurden nach seinem Amtsantritt die ersten 36 Hektar Moosland gepflügt und angesät. 1910 waren dann 720 der damals 973 Hektar umfassenden Domäne kultiviert. 1924 erwirtschaftete er bereits 239.000 Franken. Bis zu seiner Pensionierung stellte sich der wirtschaftliche Erfolg in der Milchwirtschaft und im Ackerbau ein. 1937 wurden 700 Kühe, Rinder und Kälber, ebenso viele Schweine und 77 Pferde und weiteres Kleinvieh gehalten. Auch die kultivierten Obstbäume trugen bereits nach kurzer Zeit reichlich Früchte.
Es ging ihm jedoch nicht in erster Linie um die Lebensmittelproduktion, sondern er wollte die Gefangenen wieder in die Gesellschaft eingliedern. In seiner Schrift Die Domäne und Strafkolonie Witzwil, ihre Vergangenheit, ihre Entwicklung und Vorschläge für die Zukunft hielt er 1904 fest, er wolle jedem durch die Beschäftigung im Freien den Segen einer pflichtgetreuen Arbeit vor Augen führen. So sehe der Strafgefangene das Produkt seiner eigenen Tätigkeit wachsen und sich entwickeln und hierdurch wird sein Interesse für die Arbeit überhaupt geweckt. Er war auch bestrebt, die Schicksale der entlassenen Strafgefangenen weiterzuverfolgen und diesen notfalls beizustehen.
In der Öffentlichkeit fanden seine Bemühungen ein grosses Echo. Seiner Leitung sei es zu verdanken, dass der Kanton Bern in Witzwil einen Musterbetrieb besitze, hiess es.
1906 beschloss er gemeinsam mit der Aufsichtskommission, die 100 km entfernt liegenden Kieleyalpen im Diemtigtal zu erwerben, um dort Rinder und Schafe zu halten. Es wurden Häuser und Ställe gebaut und Wasserleitungen gelegt; bis 1927 gab es zahlreiche Erweiterungen und Ausbauten, jedoch erst 1935 eine Stromverbindung. Heute gibt es noch einen Gedenkstein am Hang über den beiden Fildrich-Stafeln, in dem auf den Kauf durch Otto Kellerhals hingewiesen wird.
1912 wurde er zum Mitglied der vom Bundesanwalt Otto Kronauer geführten Expertenkommission zur Reform des Strafvollzugs gewählt, nachdem er bereits 1910 Vorschläge zur Verbesserung des Strafvollzugs gemacht hatte und hierzu auch mit einer Kommission, unter anderem gemeinsam mit dem Regierungsrat Henri Simonin, dem Kantonsbaumeister Friedrich Alexander von Steiger (1868–1939) und dem Staatsschreiber Hermann Kistler (1853–1916) nach Deutschland gereist war.
Er besuchte im Laufe der Jahre zahlreiche internationale Strafrechts- und Gefängniskongresse, die alle fünf Jahre stattfanden, so unter anderem in Washington, London, Prag und Berlin; in Prag wurde er 1930 während des X. Internationalen Strafrechts- und Gefängniskongress zum Ehren-Vizepräsidenten ernannt. Seine bei den Kongressen gewonnenen Eindrücke stellte er in verschiedenen Jahresberichten dar.
Er war auch der Gründer des Arbeiterheims Nusshof für entlassene Sträflinge in Witzwil, das den Entlassenen auch nach ihrer Entlassung offen stand, sollte diese obdach- oder arbeitslos werden.
1935 besuchte er die Emsland-Lager der SS in Deutschland.
1938 war er Alterspräsident der kantonalen Kirchensynode im Berner Münster.

### Wolldeckenwickel
In einer Gerichtsverhandlung äusserte 1947 beim Amtsgericht Bern ein Angeklagter, er sei während seiner Haft strafweise in einen Wolldeckenwickel verpackt worden. Ermittlungen zu dieser Aussage ergaben dann, dass Otto Kellerhals, nach Empfehlung eines ausländischen Anstaltsdirektors, eine Strafe zur Disziplinierung von renitenten Strafgefangenen anwandte, die zur Bildung einer Kommission durch die kantonale Polizeidirektion führte, der unter anderem auch der medizinische Hochschullehrer Walter Hadorn (1898–1986) und der Forensiker Jakob Wyrsch angehörten.
Im Zeitraum von zehn Jahren wurden zwölf renitente Strafgefangene in einundzwanzig abwechselnd nasse und trockene Wolldecken (nach anderer Aussage in sechs Wolldecken für zwei bis drei Stunden) eingewickelt und für vier Stunden in einer Dunkelzelle belassen. Durch das Trocknen der Wolldecken zogen sich diese zusammen und dies führte zu Beklemmungen und Atemnot, jedoch nicht zu weiteren körperlichen Schäden. Das Ergebnis der Untersuchung gab Regierungsrat Arnold Seematter nach Abschluss der Ermittlungen bekannt; nach Beurteilung durch das Strafamtsgericht musste diese Methode als ungesetzlich bezeichnet werden, weil nur das Anlegen einer Zwangsjacke zulässig war; weil aber die medizinischen Sachverständigen den Wickel für gesunde Menschen als gänzlich unschädlich und als weniger schlimme Maßnahme als die schmerzhafte Zwangsjacke bezeichneten, könnte diese Massnahme theoretisch an deren Stelle treten. Die Kommission stellte weiter fest, dass die Verordnung vom 2. Juli 1906 betreffend der Vorschriften über die Anstaltsdisziplin der Strafanstalten des Kantons Bern den derzeitigen Verhältnissen nicht angepasst sei, und regte deshalb an, die Verordnung einer gründlichen Revision zu unterziehen. Die Kommission zeigte sich überzeugt, dass sich Otto Kellerhals nur von den besten Absichten leiten liess und die Disziplin der Anstalt weiterhin aufrechterhalten wollte. Der Wolldeckenwickel sei nur selten und nur in äusserst schwerwiegenden Fällen angewendet worden.

## Trivia
Einer der Strafgefangenen von Otto Kellerhals war der Schriftsteller Friedrich Glauser, der unter anderem die Reihe Studer-Kurzgeschichten veröffentlichte und der von Juni 1925 bis Juni 1926 interniert war; mit diesem stand er 1937 noch in brieflichem Kontakt.

## Mitgliedschaften
Otto Kellerhals war Vorstands- und Ehrenmitglied in der ökonomischen und gemeinnützige Gesellschaft des Kantons Bern (OGG). Er war auch in deren Kommission für Pferde-, Rindvieh- und Kleinviehzucht sowie, nach der Reorganisation der OGG, in der Kommission für Schweinezucht tätig. Dazu trat er auch als deren Referent zu sozialpolitischen Fragen auf. Die OGG bezeichnete ihn nach seinem Tod als hervorragenden Fachmann des modernen Strafvollzugs und der Entlassenenfürsorge sowie als Kenner der Landwirtschaft und der Moorkultur.
1925 gründete er den bernischen Verein für Schutzaufsicht und Entlassenenfürsorge, der 1937 viertausend Mitglieder zählte und die staatliche Schutzaufsichtsorganisation unterstützte.
Er war auch im Verwaltungsrat der bernischen Heilstätte Nüchtern in Kirchlindach (heute sozialtherapeutisches Zentrum Klinik Südhang).

## Ehrungen und Auszeichnungen
Die rechts- und staatswissenschaftliche Fakultät der Universität Zürich ernannte 1933 Otto Kellerhals zum Dr. jur. h. c.

## Schriften (Auswahl)
- Die Bewirtschaftung der Domäne Witzwyl: mit besonderer Berücksichtigung der Gefängnisreform des Kantons Bern nebst einem Kolonisierungsprojekt für den Moosbezirk des Staates Bern. 1895.
- Die bernischen Straf- und Arbeitskolonien im Gebiete der obern Juragewässerkorrektion. Biel: A. Schüler, 1896.
- Die Domäne und Strafkolonie Witzwil, ihre Vergangenheit, ihre Entwicklung und Vorschläge für die Zukunft. Bern, K. I. Wyss, 1904.
- Mitteilungen des Herrn Direktor Kellerhals über die Strafkolonie Witzwil. In: Verhandlungen des Schweizerischen Armenerziehervereins, Band 28. 1908. S. 36–42.
- Ueber die Mängel im schweizerischen Strafvollzug und deren Beseitigung, Sitten 1910.
- Die Organisation des Strafvollzuges in Verbindung mit Landeskulturarbeit.[41]
- Strafanstalt Witzwil. Ein Beispiel von Innenkolonisation durch die Arbeit von Gefangenen und Arbeitslosen. Ins: Dätwiler, 1925.
- Der landwirtschaftliche Strafvollzug. Bern: Stämpfli & Cie. 1925.
- Karl Hafner; Emil Zürcher; Otto Kellerhals; Moritz Tramer: Schweizerische Gefängniskunde. Bern: Stämpfli & Cie 1925.
- Oskar Wettstein; Otto Kellerhals; Frédéric Martin: Das Projekt einer ostschweizerischen interkantonalen Verwahrungsanstalt in der Linthebenne: Verhandlungen des Schweizerischen Vereins für Straf-, Gefängniswesen und Schutzaufsicht in Schwyz vom 18. Mai 1926. Aarau 1926.
- Die Kongress-Studienreise durch die Strafanstalten von Straubing, Bernau, Ebrach und Bautzen. Bern 1935.
- Die Strafanstalt Witzwil im bernischen Strafvollzug 1891–1936 und die Verlegung der Strafanstalt Thorberg 1914–1938. Bern 1939.
- Reiseberichte von Oskar Kellerhals befinden sich im Archiv für Agrargeschichte[42].